# Prolepsis (Botanik)

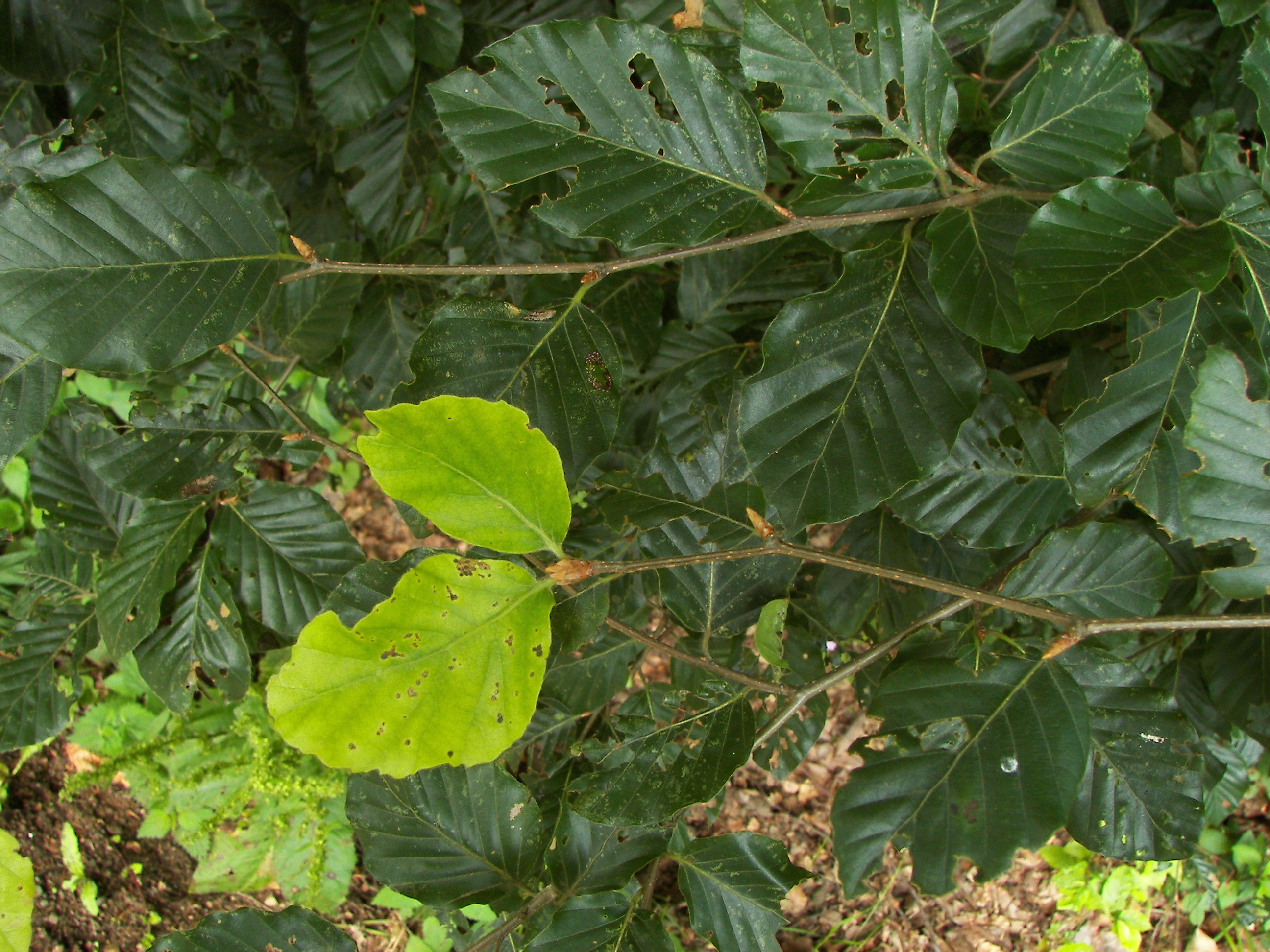
Johannistrieb der Rotbuche

Als Prolepsis versteht man das gegenüber dem Normalverhalten um eine Vegetationsperiode vorgezogene Austreiben von Sprossen. Die in der Vegetationsperiode angelegten Seitensprossen treiben nach ein- bis mehrwöchiger Ruhepause zu Seitentrieben aus. An der Basis sind deutlich die Narben der Knospenschuppen erkennbar. In Mitteleuropa zeigen mehrere Baumarten ein solches zweites Austreiben um den Johannistag am 24. Juni, das daher auch als Johannistrieb bezeichnet wird. Die Ursache kann jedoch auch ein Schadereignis (Feuer) sein.
Der Ausdruck Prolepsis leitet sich vom altgriechischen Wort πρόληψις „Vorwegnahme“ ab und wurde von Carl von Linné eingeführt.